# Peitsa Mikola
Peitsa Untama Mikola, född 15 oktober 1915 i Jyväskylä, död 9 maj 2017 i Helsingfors, var en finländsk skogsvetare.
Mikola blev agroforst doktor 1948. Han var 1952–1957 docent i skogsbiologi och 1957–1978 extra ordinarie personell professor i skogsbotanik vid Helsingfors universitet. Han publicerade cirka 50 vetenskapliga arbeten rörande skogsbiologi och naturskydd.
Mikola var aktiv inom skogssektorn, naturskyddet och studentlivet; han var bland annat 1947–1950 sekreterare för Finlands naturskyddsförbund, 1958–1959 ordförande för Finlands forstvetenskapliga samfund och 1973 ordförande för Geografiska sällskapet i Finland.